# ژاکلین مکنلس وود
ژاکلین مکنلس وود (به انگلیسی: Jacqueline MacInnes Wood) (زاده ۱۷ آوریل ۱۹۸۷) بازیگر کانادایی است.
از فیلم‌های معروف او می‌توان به بازی در فیلم مقصد نهایی ۵ اشاره کرد.